# Bora (seriefigur)
Bora är en fiktiv karaktär i serien om Spindelmannen

## Historia
Bora föddes i Ryssland där hon tränades upp för att bli balettdansös, men hennes längd satte stopp för planerna och hon började få superkrafter och framkalla och styra iskalla vindar från Antarktis.
När hennes karriär som ballerina stoppades började hon irritera sig på kända ryska ballerinor som flyttade till USA istället för att stanna i Ryssland. Hon åkte därför till Amerika för att döda dem.
Efter att hon dödat ett antal kända ballerinor träffade hon Painter som förstärkte hennes krafter i utbyte mot att hon skulle besegra Spindelmannen åt honom. Bora gick med på detta och fick sina krafter förstärkta så att hon kunde framkalla isklumpar i sina stormbyar och få fullständig kontroll över dem.
Hon gav sig iväg för att leta upp Spindelmannen och infria sitt löfte. Hon lyckades locka till sig honom genom att använda sina antarktiska vindar och ställa till med trafikkaos. När Spindelmannen kom började de genast slåss. Bora verkar till en början förlora striden då hon inte använder sina krafter, men när hon har Spindelmannen nära sig använder hon dem och trycker upp honom mot en skyskrapa 50 meter över marken med en stark storm. Här fyller hon honom med is och ger sig sedan av i tron att han är besegrad.

## Vänner
- Painter

## Fiender
- Spindelmannen
- X-Men

## Krafter
Hon kan framkalla starka stormbyar från Antarktis som är lagom starka för att kunna lyfta upp en människa i luften och kan även styra temperaturen på dessa vindar och fylla dem med is.